# Чемпионат мира по бобслею и скелетону 2025
71-й чемпионат мира по бобслею и скелетону прошёл с 1 по 16 марта 2025 года на олимпийской санно-бобслейной трассе в американском Лейк-Плэсиде.

## Общая информация
Выборы мест проведения чемпионатов мира 2024 и 2025 годов были проведены в сентябре 2021 года на Конгрессе Международной федерации бобслея и санного спорта (IBSF), который проходил в дистанционном формате.
Канадский Уистлер снял свою кандидатуру накануне выборов. Таким образом, Винтерберг получил право на проведение чемпионата мира 2024 года, а Лейк-Плэсид в США определён в качестве хозяина чемпионата мира 2025 года.
После 1949, 1961, 1969, 1973, 1978, 1983, 2003, 2009 и 2012 годов Лейк-Плэсид в десятый раз принял у себя чемпионат мира по бобслею.

## Медальная таблица
| Место          | Страна         | Золото | Серебро | Бронза | Всего |
| -------------- | -------------- | ------ | ------- | ------ | ----- |
| 1              | Германия       | 3      | 4       | 3      | 10    |
| 2              | США            | 2      | 1       | 1      | 4     |
| 3              | Великобритания | 1      | 2       | 1      | 4     |
| 4              | Нидерланды     | 1      | 0       | 0      | 1     |
| 5              | Китай          | 0      | 0       | 1      | 1     |
| 5              | Чехия          | 0      | 0       | 1      | 1     |
| Всего стран: 6 | Всего стран: 6 | 7      | 7       | 7      | 21    |

## Медалисты

### Бобслей
| Дисциплины         | Золото                                                                           | Золото  | Серебро                                                                      | Серебро | Бронза                                                                    | Бронза  |
| ------------------ | -------------------------------------------------------------------------------- | ------- | ---------------------------------------------------------------------------- | ------- | ------------------------------------------------------------------------- | ------- |
| Двойки (мужчины)   | Германия · Франческо Фридрих · Александр Шюллер                                  | 3:39.32 | Германия · Йоханнес Лохнер · Георг Фляйшхауэр                                | 3:39.35 | Германия · Адам Аммур · Бенедикт Хертель                                  | 3:40.15 |
| Четвёрки (мужчины) | Германия · Франческо Фридрих · Маттиас Зоммер · Александр Шюллер · Феликс Штрауб | 2:44.52 | Германия · Йоханнес Лохнер · Флориан Бауэр · Йорн Венцель · Георг Фляйшхауэр | 2:44.80 | Великобритания · Брэд Холл · Эран Гулливер · Тейлор Лоуренс · Грег Кэкетт | 2:45.00 |
| Двойки (женщины)   | Германия · Лаура Нольте · Дебора Леви                                            | 3:46.00 | Германия · Ким Калики · Леони Фибиг                                          | 3:46.52 | Германия · Лиза Буквиц · Кира Липперхайде                                 | 3:47.46 |
| Монобоб (женщины)  | Кейша Лав США                                                                    | 3:57.82 | Лаура Нольте Германия                                                        | 3:58.26 | Элана Майерс Тейлор США                                                   | 3:58.31 |

### Скелетон
| Дисциплины        | Золото                          | Золото  | Серебро                                      | Серебро | Бронза                           | Бронза  |
| ----------------- | ------------------------------- | ------- | -------------------------------------------- | ------- | -------------------------------- | ------- |
| Мужчины           | Мэтт Уэстон Великобритания      | 3:35.48 | Маркус Уайатт Великобритания                 | 3:37.38 | Аксель Юнг Германия              | 3:37.41 |
| Женщины           | Кимберли Бос Нидерланды         | 3:40.06 | Мистик Ро США                                | 3:40.73 | Анна Фернштедтова Чехия          | 3:40.81 |
| Смешанные команды | США · Мистик Ро · Остин Флориан | 1:54.53 | Великобритания · Табита Стокер · Мэтт Уэстон | 1:54.63 | Китай · Чжао Дань · Линь Циньвэй | 1:54.81 |